# آهوماش ایرانی
آهوماش ایرانی (نام علمی: Lotus michauxianus) نام یک گونه از سرده آهوماش است. سرده آهوماش در ایران ده گونه گیاه علفی یکساله و چند ساله دارد.